# 高野山駅
高野山駅（こうやさんえき）は、和歌山県伊都郡高野町大字高野山にある南海電気鉄道鋼索線（高野山ケーブル）の駅。同線の終点である。駅の標高は867 m。駅番号はNK87。
「近畿の駅百選」に選定されている。

## 歴史
- 1930年（昭和5年）6月29日：高野山電気鉄道鋼索線開通と同時に開業。
- 1947年（昭和22年）3月15日：社名変更により、南海電気鉄道の駅となる。
- 2000年（平成12年）10月：駅業務を子会社の南海ビルサービスに委託[2][3]。
- 2012年（平成24年）4月1日：駅ナンバリングが導入され、使用を開始[4][5]。
- 2014年（平成26年）7月7日：駅舎のリニューアル工事（耐震補強及び改修工事）に着手する[6]。
- 2015年（平成27年）
  - 2月20日：駅舎のリニューアル工事を完了[7]。
  - 2月22日：リニューアル記念セレモニーを行う。展望室をはじめとした2階をオープン。

## 駅構造
頭端式2面1線の階段状のホームである。
駅舎は1928年（昭和3年）完成の木造2階建て。洋風建築を基調とする外観で、高野山の玄関駅らしい頂上に宝珠を載せるなど寺院風の宝形造の屋根を持つ。1階がコンコース、2階が待合室である。待合室には慈尊院や高野線の歴代車両の写真などが飾られ、また展望室もある。この駅舎は2005年（平成17年）に国の登録有形文化財に登録された（登録名は、南海電気鉄道鋼索線高野山駅駅舎）。
2015年（平成27年）2月22日、駅舎の改修工事が完了し式典が執り行われた。2つのホームは、乗車用と降車用に分かれており、それに対応して、改札口も入口と出口が別になっている。
| ホーム | 路線   | 行先               |
| ------ | ------ | ------------------ |
| 左側   | 鋼索線 | 極楽橋・なんば方面 |
| 右側   |        | 降車専用           |

日・時間帯によっては前者のホームを乗車・降車兼用として使うこともあり、さらに車内保温のためにケーブルカー山上側の一番前の扉だけを開放することもある。
当駅は、駅長が配置され、下古沢駅 - 高野山駅の各駅を管轄している。
自動券売機1台と券売窓口があり、特急券や観光列車「天空」指定券等は窓口で購入・指定券引き換えを行う。

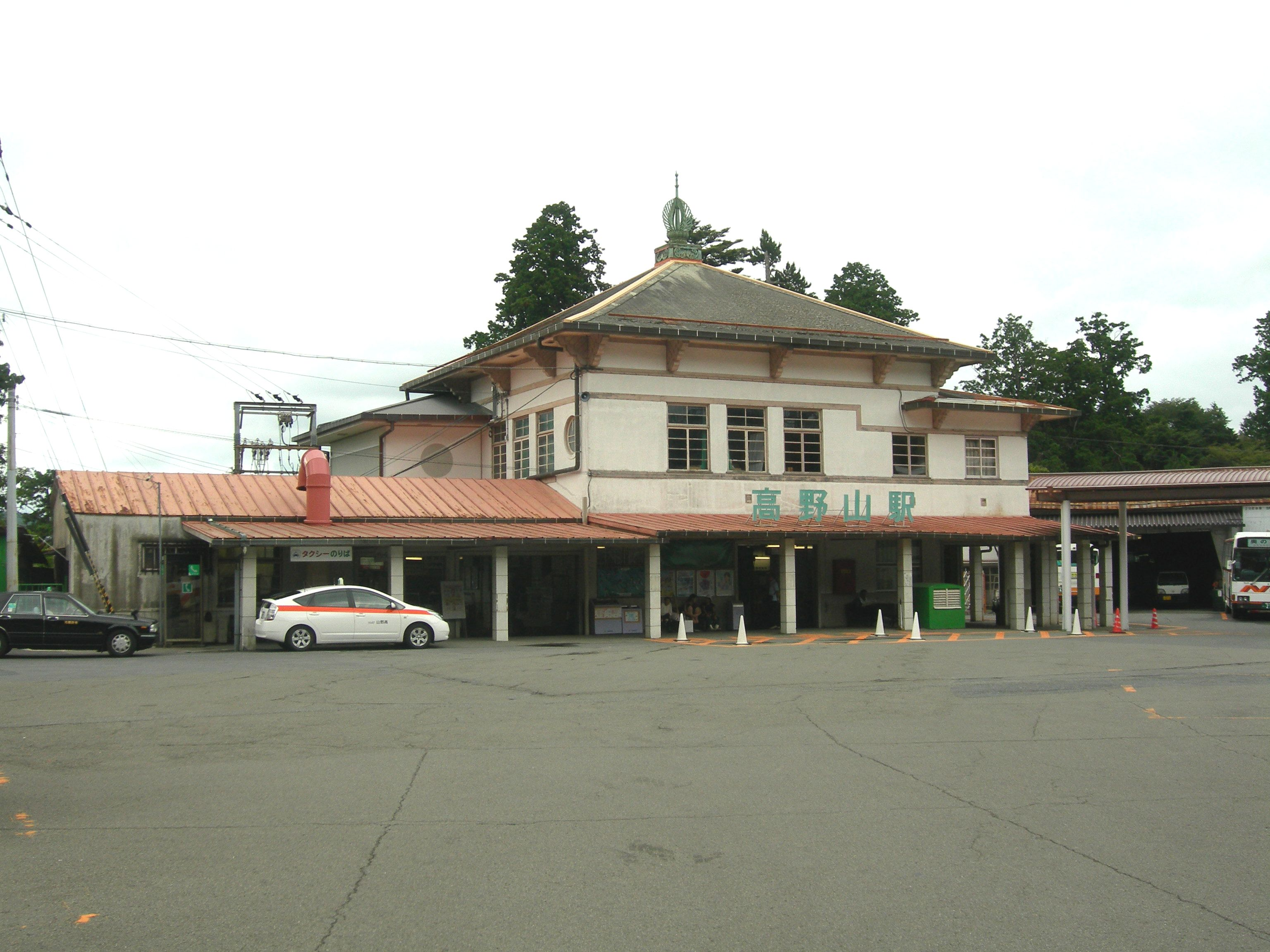
改修前の駅舎（2008年8月）
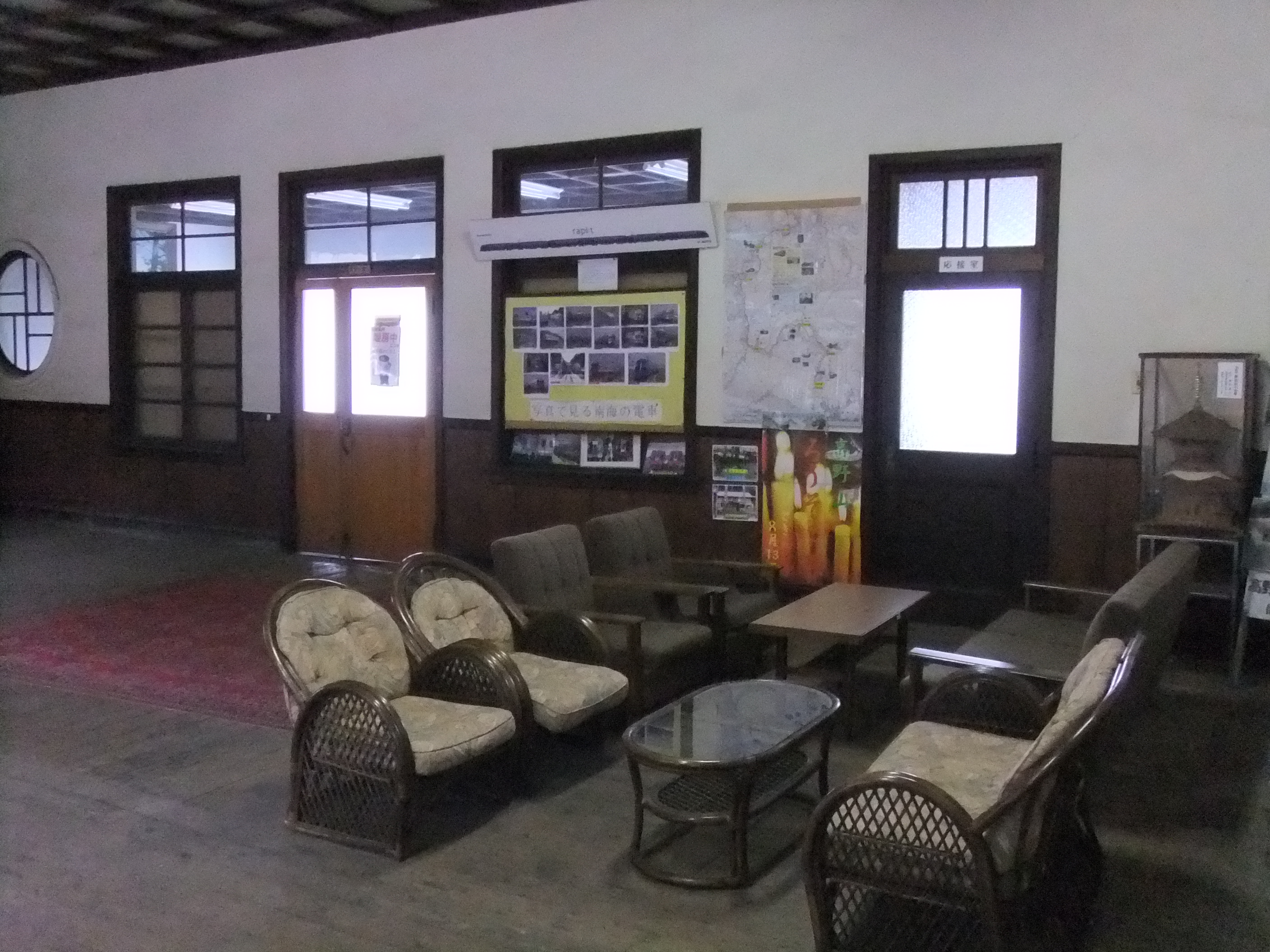
二階待合室（2010年12月）
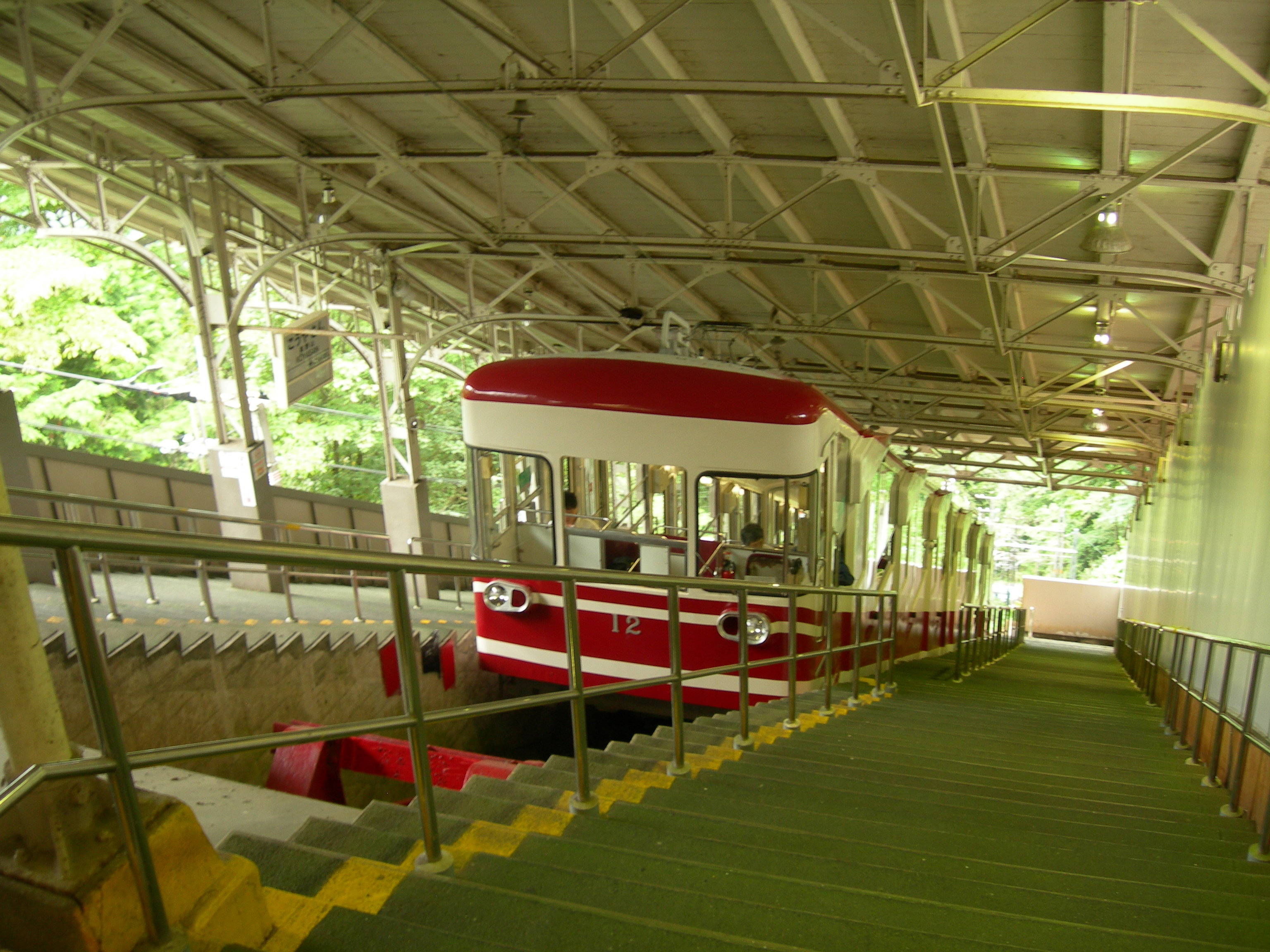
ホーム（2008年8月）

## 利用状況
2024年（令和6年）度の1日平均乗降人員は1,518人で、南海の駅（100駅）では68位である。 
各年度の1日平均乗降人員数は下表のとおり。
| 年度               | 1日平均 乗降人員 | 順位 | 出典       |
| ------------------ | ---------------- | ---- | ---------- |
| 1980年（昭和55年） | 3,087            | -    | [ * 1 ]    |
| 1985年（昭和60年） | 2,851            | -    | [ * 1 ]    |
| 1990年（平成02年） | 2,697            | -    | [ * 1 ]    |
| 1995年（平成07年） | 2,543            | -    | [ * 1 ]    |
| 2000年（平成12年） | 1,924            | -    | [ * 1 ]    |
| 2001年（平成13年） | 1,861            | -    | [ * 1 ]    |
| 2002年（平成14年） | 1,751            | -    | [ * 1 ]    |
| 2003年（平成15年） | 1,677            | -    | [ * 1 ]    |
| 2004年（平成16年） | 1,884            | 70位 | [ * 1 ]    |
| 2005年（平成17年） | 1,775            | -    | [ * 1 ]    |
| 2006年（平成18年） | 1,645            | -    | [ * 1 ]    |
| 2007年（平成19年） | 1,611            | -    | [ * 1 ]    |
| 2008年（平成20年） | 1,688            | -    | [ * 1 ]    |
| 2009年（平成21年） | 1,982            | -    | [ * 1 ]    |
| 2010年（平成22年） | 2,193            | -    | [ * 1 ]    |
| 2011年（平成23年） | 1,555            | 70位 | [ * 2 ]    |
| 2012年（平成24年） | 1,688            | 69位 | [ * 2 ]    |
| 2013年（平成25年） | 1,826            | 67位 | [ * 2 ]    |
| 2014年（平成26年） | 2,006            | 67位 | [ * 2 ]    |
| 2015年（平成27年） | 3,108            | 63位 | [ * 3 ]    |
| 2016年（平成28年） | 2,477            | 65位 | [ * 4 ]    |
| 2017年（平成29年） | 2,196            | 67位 | [ * 5 ]    |
| 2018年（平成30年） | 2,093            | 67位 | [ * 6 ]    |
| 2019年（令和元年） | 2,010            | 67位 | [ * 7 ]    |
| 2020年（令和02年） | 622              | 75位 | [ 南海 2 ] |
| 2021年（令和03年） | 586              | 76位 | [ 南海 3 ] |
| 2022年（令和04年） | 923              | 70位 | [ 南海 1 ] |
| 2023年（令和05年） | 1,669            | 67位 | [ 南海 1 ] |
| 2024年（令和06年） | 1,518            | 68位 | [ 南海 1 ] |

## 駅周辺

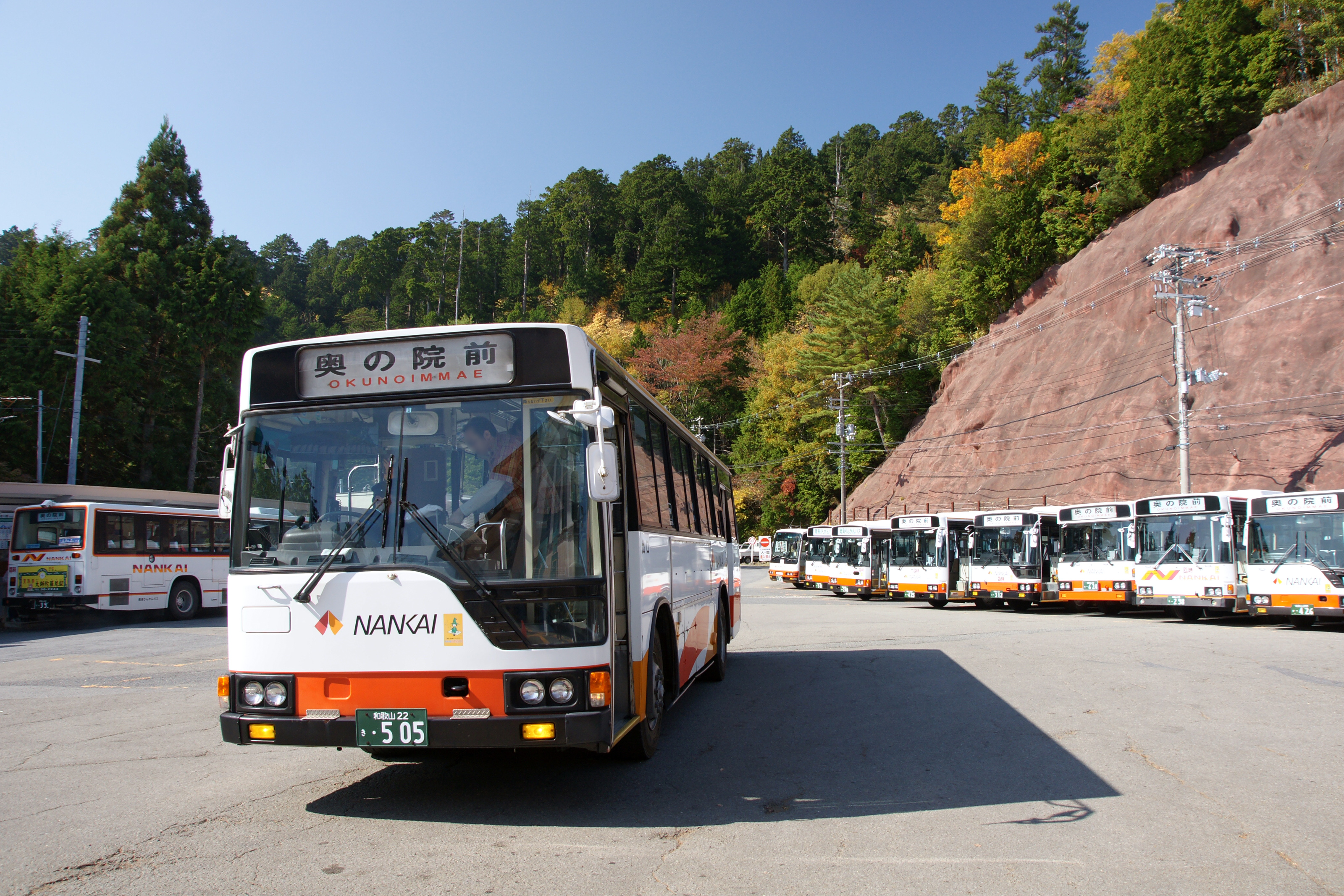
駅前広場。バス駐車場となっている。

駅前に、奥の院など高野町中心部へ向かう南海りんかんバスのバス停とタクシー乗り場がある。それ以外の施設はみやげ物店兼食堂一軒とコインロッカーのみであり、高野山へのバス・タクシー連絡所という意味合いが強い。バス停では、バス一日乗り放題の乗車券も発売されている。2011年に高野山がミシュラン・グリーンガイドの3つ星観光地になってからは外国人の乗り換え客が増加したこともあり、シーズンを中心に多くの案内係員が駅前で乗り換えの案内を行っている。

## バス路線
一般路線バス
- 高野山駅前(南海りんかんバス)
  - 奥の院前行き<一の橋口経由>
    - 高野山内線[41]

  - 奥の院前行き<奥の院口経由>
    - 高野山内線[42]

  - 奥の院口行き
    - 高野山内線[43]

  - 桜峠下行き<奥の院前経由>
    - 高野山内線[44]

  - 金剛峯寺前行き
    - 高野山内線[53]

  - 中之橋霊園行き
    - 鶯谷線[54]

  - 高野山学びの杜行き
    - 鶯谷線[55]
- 高野山駅(野迫川村営バス)
  - 野迫川村役場行き
    - 北今西線・高野山線

高野山スカイライン急行バス（要予約）
- 高野山駅前(南海りんかんバス)
  - 立里行き<高野龍神スカイライン経由>
    - 立里線[11]

  - 護摩壇山行き<高野龍神スカイライン経由>
    - 高野龍神線[12]

なお、大十オレンジバス、関西空港交通などの不定期観光路線バスや、その他の団体向け観光バスは大型の駐車場を備える南海りんかんバス奥の院前停留所付近に発着する。

## その他

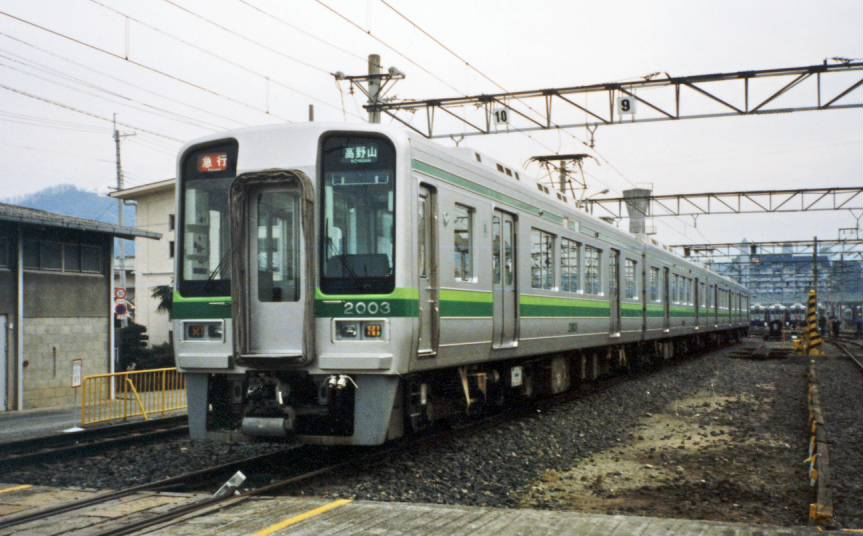
「高野山」のみで「極楽橋」の表示がない方向幕。（登場して間もないころの2000系）

- かつて高野線の大運転の下り列車（難波→極楽橋）の行先表示は、高野線の実際の終着駅である極楽橋ではなく、鋼索線を経た「高野山」と表示されていた。後に旅客案内表示の見直しが進められ、現在では「高野山極楽橋」と表示されるようになったが、英字表記は現在でも「KŌYASAN」から変更されていない。
- 鋼索線運休時や電車災害運休時には、南海りんかんバスによる代行バスが橋本駅まで運行される。
- ケーブルカーに定員を遥かに超える乗客が押し寄せ、いわゆる「積み残し」が発生した場合、約7分後に臨時便が運行される。
- 2009年（平成21年）3月[9]に、降車側のホーム山下寄りに、ケーブルカーのみの駅としては日本初の事例となるエレベーターが新設され、コンコースを結ぶ連絡通路も新設された。日本のケーブルカーのみの駅でエレベーターがあるのは、当駅のみである。
- 駅から高野山中心部へ直接向かう道路は、女人堂の手前（和歌山県道118号高野橋本線交点）まで南海りんかんバス私有の専用道となっており、一般車両や歩行者の通行は禁止されている。この専用道は1933年（昭和8年）6月に、南海りんかんバス高野山上路線の前身である高野山自動車が開設したものである[注 1]。この駅に一般車両が向かう場合は、大門方面からの国道480号および町道（町道大門高野山駅線。この道も1934年4月に同じく南海りんかんバスの前身のもう一社である高野山大門自動車が開設したもの）を利用する。徒歩で高野山中心部に向かう場合は、極楽橋駅から女人堂方面への登山道（和歌山県道118号高野橋本線、2016年に世界遺産に登録された高野参詣道の京大坂道不動坂）を使用するコース、高野山駅から先述の町道・国道480号を通り、大門を経由するコースとなる。

## 隣の駅
南海電気鉄道
 鋼索線（高野山ケーブル）
極楽橋駅 (NK86) - 高野山駅 (NK87)